# Marlene Kalf
Marlene Zapf (født 6. januar 1990 i Landau, Tyskland) er en tysk tidligere håndboldspiller, der spillede i TSG Ketsch, Bayer 04 Leverkusen, TuS Metzingen samt Tysklands kvindehåndboldlandshold.
I 2010 vandt hun den tyske pokalturnering med Bayer 04 Leverkusen.
Siden hun indstillede karrieren har hun arbejdet som folkeskolelærer.